# جان اسپنسر
 جان اسپنسر  (به انگلیسی: John Spencer) (زاده ۱۱ سپتامبر ۱۹۷۰ - گلاسکو) بازیکن فوتبال اهل اسکاتلند است. وی سابقه عضویت در باشگاه‌های رنجرز، چلسی و اورتون را دارد.
همچنین اسپنسر ۱۴ بازی ملی در کارنامه دارد.